# Nombre pyramidal pentagonal
Un nombre pyramidal pentagonal est un nombre figuré qui peut être représenté par une pyramide de base pentagonale, dont chaque couche représente un nombre pentagonal. Pour tout entier n ≥ 1, le n-ième nombre pyramidal pentagonal, somme des n premiers nombres pentagonaux, est donc
Les dix premiers sont 1, 6, 18, 40, 75, 126, 196, 288, 405 et 550.